# Ostatnie słowo
Ostatnie słowo – szósty album studyjny polskiego zespołu Afro Kolektyw. Wydawnictwo ukazało się 24 lutego 2023 roku nakładem wytwórni muzycznej Thin Man Records.

## Lista utworów
Opracowano na podstawie materiału źródłowego.
1. „Intro” – 2:45
2. „Ausser Betrieb” – 4:03
3. „Słodki Jezu” – 3:41
4. „Niewiarygodnie pozytywne wibracje” – 3:39
5. „Dzieci to nie ludzie” – 3:34
6. „Piękne rozstanie” – 3:15
7. „Polonez dla początkujących” – 4:30
8. „Zawsze będziesz szła sama” – 3:35
9. „Filosofem” – 3:09
10. „Gdy król potrzebuje pionka” – 3:37
11. „Ćśśś (Silent Disco)” – 3:41
12. „Krw z krwi” – 3:46
13. „Pan i pani Guevara” – 3:35
14. „Ostatnie słowo” – 4:25

## Twórcy
Opracowano na podstawie materiału źródłowego.
| - Maciej Szczyciński – gitara basowa, kontrabas, syntezator - Michał Szturomski – gitara elektryczna, syntezator, programowanie - Artur Chaber – perkusja - Afrojax – wokal, teksty, instrumenty klawiszowe, syntezator, programowanie - Miłosz Wośko – instrumenty klawiszowe, syntezator - Barbara Derlak – wokal - Jerzy Mazzoll – saksofon, klarnet - Łukasz Poprawski – saksofon - Andrzej Pieszak – syntezator - Damian Marat – trąbka - Damian Orłowski – skrzypce - Michał Kupicz – mastering, miksowanie (utwory 1-5, 8-10, 13-14) - Marcin Gajko – miksowanie (utwory 6-7, 11-12) - Mateusz Holak – oprawa graficzna - Jakub Owczarek – oprawa graficzna |